# Wilhelm Gutmann
Wilhelm Gutmann (* 9. Juni 1900 in Basel; † 16. Februar 1976 in Karlsruhe) war ein deutscher Politiker (NSDAP, BHE, GDP, NPD). Zeitweise geschäftsführender Bundesvorsitzender und Fraktionsvorsitzender der NPD im Landtag von Baden-Württemberg, trat er 1968 nach Vorwürfen wegen seiner Tätigkeit als Bürgermeister in der Zeit des Nationalsozialismus zurück.

## Leben
Wilhelm Gutmann war Sohn eines deutschen Kapellmeisters. Er nahm als Kriegsfreiwilliger am Ersten Weltkrieg teil. Ausgebildet als Diplom-Kaufmann arbeitete Gutmann anfänglich in der Industrie, ehe er 1927 zunächst in die Reichsfinanzverwaltung, später in die Gemeindeverwaltung wechselte. Gutmann war verheiratet; aus der Ehe gingen sechs Kinder hervor.
Politisch betätigte sich Gutmann zunächst im Evangelischen Volksdienst, der badischen Landesgruppe des Christlich-Sozialen Volksdienstes (CSVD). Zum 1. März 1932 trat er der NSDAP bei (Mitgliedsnummer 966.564).

### Bürgermeister in Tiengen
In der Zeit des Nationalsozialismus war Gutmann von 1935 bis 1945 Bürgermeister der Stadt Tiengen. Eine von Gutmann 1935 erlassene judenfeindliche Ortssatzung wurde von übergeordneten Behörden als zu weitgehend aufgehoben. In der Satzung wurde Juden und „Judenstämmlingen“ der Zuzug nach Tiengen untersagt, sie durften weder Immobilienbesitz auf der Gemarkung Tiengen neu erwerben noch dortiges gemeindliches Eigentum pachten oder mieten, noch gemeindliche Einrichtungen nutzen. Des Weiteren durften sie keine Märkte in Tiengen betreten oder beliefern, und jeder, der mit ihnen Geschäfte machte oder auch nur persönliche Beziehungen unterhielt, wurde vom öffentlichen Dienst bzw. der Lohnarbeit für die Gemeinde ausgeschlossen. Während des Zweiten Weltkrieges soll Gutmann im Amt Abwehr tätig gewesen sein.
Verursachung eines Luftangriffs auf die Stadt
Bei Kriegsende 1945 soll er laut der Tübinger Staatsanwaltschaft „in fanatischer Weise zum sinnlosen Widerstand gegen die anrückenden französischen Truppen“ aufgefordert haben. Nachdem Gutmann vom Volkssturm Panzersperren und einen Schützengraben anlegen ließ, hielt er am Abend des 24. April 1945 eine Kundgebung auf dem Marktplatz ab und „erklärte den Bürgern, daß Tiengen in keinem Fall kampflos übergeben werde. […] Am Morgen des 25. April marschierte Wilhelm Gutmann mit einer Maschinenpistole durch die Stadt und bedrohte jeden, der eine weiße Fahne aus dem Fenster hängen wollte.“
Am 23. April 1945 hatte der Kommandeur der Südwestdeutschland besetzenden französischen 1. Armee, General Lattre de Tassigny auf Bitten einer Schweizer Offiziersdelegation umgehend die 3. Kampfgruppe der 9. Kolonialen Infanteriedivision aus dem Raum Freiburg zu einem schnellen Vorstoß entlang des Hochrheins (Schweizer Grenze) über Lörrach und Waldshut in das Zielgebiet Blumberg befohlen. Die Panzerspitze besetzte am 25. April, 13.30 Uhr, Waldshut. Zwei Aufklärungsflugzeuge sichteten in der nächstgelegenen Stadt Tiengen keine weißen Flaggen. Dies führte schon kurz darauf zu einem Angriff von sechs Jagdbombern mit Splitterbomben, der zahlreiche Verletzte und acht Tote, darunter vier Kinder, forderte. Auch danach drohte Gutmann „jedem, der sich ergeben wollte, mit dem Tod.“ Schließlich schoss er auf Männer, die am Kirchturm die weiße Fahne hissten: „Getroffen wurde jedenfalls niemand. […] Blitzartig waren überall in der Stadt die Fahnen zu sehen.“ Von den Bürgern wurde eine Übergabe eingeleitet. Gutmann tauchte ab.

„Kurz darauf rollten schon die feindlichen Panzer an und besetzten, ohne dass ein Schuß fiel. […] Die nächsten Nächte waren furchtbar, denn der Feind übte Raubrecht; außerdem kamen ca. 35–40 Vergewaltigungen vor.“

Erst am 1. Mai 1945 konnte Pfarrer Josef Luem bei einem französischen Hauptmann bewirken, „den Übergriffen Einhalt zu tun und dafür Sorge zu tragen, daß bald eine Kommandantur hier errichtet werde, was dann auch innerhalb einer Woche geschah.“
Erste Verurteilung nach dem Krieg
1945 verhaftet und interniert, wurde Gutmann 1947 vom Landgericht Waldshut wegen „Landfriedensbruchs“, „Anreizung zum Klassenkampf“ und „Freiheitsberaubung im Amt“ zu anderthalb Jahren Gefängnis verurteilt. Verfahrensgegenstand waren die Novemberpogrome 1938 in Tiengen. Laut Feststellungen des Gerichts hatte Gutmann bei einer Parteiversammlung die Juden eine „internationale Mörderbande“ genannt. Zudem sei er für die Festnahme von zwei Dutzend jüdischen Einwohnern Tiengens verantwortlich gewesen. Die Festgenommenen seien zur nächsten Gestapo-Stelle gebracht worden; die männlichen Festgenommenen seien in Konzentrationslager transportiert worden, wo zwei von ihnen starben.
Nachkriegsaktivitäten
1949 zog Gutmann nach Karlsruhe, wo er mit Franz Kienle den Ärztekongress Deutsche Therapiewoche begründete. Bis 1965 war er als Ausstellungsleiter der mit der Therapiewoche verbundenen Heilmittelausstellung tätig. Zunächst in der Bewegung von Vertriebenen, ehemaligen Internierten und von der Entnazifizierung Betroffenen aktiv, arbeitete Gutmann ab 1949 in der Notgemeinschaft Württemberg-Baden von Franz Ott mit. Ende 1949 gründete er zusammen mit dem früheren badischen Finanzminister Wilhelm Mattes den Karlsruher Ortsverein der DG/BHE, eines Wahlbündnisses der Deutschen Gemeinschaft und des Bundes der Heimatvertriebenen und Entrechteten. 1955 war Gutmann Kreisverbandsvorsitzender des Gesamtdeutschen Blocks/Bund der Heimatvertriebenen und Entrechteten (GB/BHE); ein Jahr später wurde er in der Karlsruher Stadtrat gewählt. Ab 1961 war Gutmann Mitglied der Gesamtdeutschen Partei, die aus der Fusion des GB/BHE mit der Deutschen Partei (DP) entstanden war.

### Gründung und Abgeordneter der NPD
Im November 1964 beteiligte sich Gutmann an der Gründung der NPD und wurde stellvertretender Bundesvorsitzender und im April 1965 Vorsitzender des Landesverbandes Baden-Württemberg. Nach der Amtsenthebung von Friedrich Thielen im März 1967 amtierte er bis zur Wahl Adolf von Thaddens im November 1967 als geschäftsführender Bundesvorsitzender der NPD.
Bei der Landtagswahl in Baden-Württemberg 1968 wurde Gutmann am 28. April im Wahlkreis 9 (Leonberg) in den Stuttgarter Landtag gewählt, wo er den Fraktionsvorsitz übernahm. Vor der Wahl hatte der Tübinger Arbeitskreis zum Schutz gegen den Rechtsradikalismus auf Gutmanns Tätigkeit als Bürgermeister von Tiengen sowie auf seine Verurteilung 1947 hingewiesen. Im Landtag lehnten alle anderen Fraktionen eine interfraktionelle Zusammenarbeit mit der NPD unter Hinweis auf Gutmanns Verurteilung ab. Dennoch war Gutmann nach Einschätzung des Historikers Lutz Niethammer der einzige NPD-Abgeordnete, „mit dem sich Vertreter anderer Parteien auf einer gut-schwäbisch gemütlichen Ebene verständigen konnten.“ Dabei überließ er die Aufgaben des Fraktionsvorsitzenden weitgehend seinem Stellvertreter Peter Stöckicht und beschränkte sich darauf, abwiegelnd aufzutreten, wenn Reden anderer NPD-Abgeordneter zu Tumulten geführt hatten. Nach seinem Rücktritt als Fraktionsvorsitzender Ende 1968 blieb Gutmann bis 1972 Landtagsabgeordneter. Als Landes- und stellvertretender Bundesvorsitzender der NPD war er bereits Mitte 1968 zurückgetreten.